# Eduardo Calvo (humorista)
Eduardo Calvo (Buenos Aires, 25 de marzo de 1962) es un humorista argentino de teatro, cine y televisión que también ejerce como director de teatro. Estudió en la Escuela Municipal de Arte Dramático, y también técnicas de improvisación con Claude Bazin y Silvie Potvin, así como dirección con Roberto Villanueva.

## Trayectoria
Nacido en la Ciudad Autónoma de Buenos Aires, en su adolescencia toma clases de teatro con el actor Ricardo Pasano. A los 18 años ingresa en la Escuela Municipal de Arte Dramático, donde hace las carreras de actuación y dirección; paralelamente al paso por la Escuela hace sus primeros trabajos en el humor realizando el guion y la dirección de distintos espectáculos como “Aún estamos vivos”, “Contra los molinos de viento”, “La incoherente locura diferente”, “Siempre el mismo cuento”, entre otros.
En los años 80 actúa en los teatros de La fábula, La Peluquería, Babilonia, Cemento, etcétera, y escribe y dirige “Hambret, príncipe de Catamarca”, que se representó en el Teatro El Vitral y en el Margarita Xirgu. Gana el concurso de proyectos de la Municipalidad de la Ciudad de Buenos Aires sobre Teatro Cómico y dicta clases en el Centro Cultural General San Martín, Centro Cultural Ricardo Rojas, entre otros. Por iniciativa del director francés Claude Bazin, y junto a Pedro Cano y "Mosquito" Sancineto, crea la Liga de Improvisación de la República Argentina, presentando por primera vez en el país los Match de Improvisación, en Palladium.
Junto a Pedro Cano escribe el espectáculo “Muchas pelucas para un solo Calvo”, que tuvo un gran éxito y fue invitado al Festival de Humor de La Habana. 
Paralelamente hace humor gráfico en la revista 13/20. 
Trabaja en los programas televisivos Chispiluz, Ta Te Show, La cajita social show y Videomatch (nominado en este programa a un premio Martín Fierro).
Crea la adaptación y dirige en teatro la historieta "Boogie el aceitoso”, de Roberto Fontanarrosa, manteniendo el formato de cómic. 
Es director del espectáculo “Las chicas de blanco, sexo humor y miusijol”, en teatros de  Argentina, Andorra, México y Brasil. Dirige también "Babilonia", de Discépolo, "Lombrices", de Albarello, "Humor clínico", entre otras.
Realiza dos obras de teatro para el festival de payasos en el Teatro Nacional Cervantes. 
Como actor trabaja en varias obras, entre ellas “Museo de Arte cómico”, con dirección de Claudio Hochman, “El deforme”, con dirección de Eva Halac, “Las personas no razonables están en vías de extinción”, de Peter Handke y con dirección de Roberto Villanueva, “Ding Dong Clown”, dirigida por Héctor Malamud, “La tempestad”, de Shakespeare, dirigida por Lluis Pascual, “El misántropo”, de Moliere, dirigida por Jacques Lasalle, “La última cinta magnetofónica”, de Samuel Becket, dirigida por Pedro Cano y en “Rey Lear”, de Shakespeare y dirigida por Jorge Lavelli. 
En cine, trabaja en “Zapallares”, de Carlos Monroe, “La entrega”, de Inés de Oliveira César, “Loco”, de Estéban Mellino, “Cabuleros”, de Damián Slipoy, “Quinta a fondo” y "Pájaros volando", de Néstor Montalbano y “Atomic Cook Man”, de Matías Rubio.

## Teatro
- 2023-2022 "El mundo se puso Heavy" De Eduardo Calvo
- 2022 "Vivo Eloy" de Eduardo Calvo.
- 2020 "Re Cebado" Dirección: Alfredo Allende
- 2019 "Aparatos" Dirección: Carolina Adamovsky
- 2018 "Carthago" Dirección: Gastón Troiano
- 2017-2016 "La lechera" Dirección y autoría: Carlos Correa
- 2015 "Te de Ceibo" De Gonzalo Demaria
- 2015 "Primer amor" de Samuel Beckett Dirección: Patricio Orozco
- 2015 "Ricardo III" de William Sha Dirección: Patricio Orozco
- 2022-2014 "Fenómeno, ¿De que se reían los terrícolas " de Eduardo Calvo y Gastón Troiano Dirección: Gastón Troiano
- 2014 "La reconstrucción de los peces" de Dirección: Roxana Randón
- 2014 "Puré de Monstruos" de Eduardo Calvo, Dolly Kent y el Lic. Merpin - Dirección Eduardo Calvo
- 2013 "Victor o los niños al poder" de Roger Vitrac Dirección: Lorenzo Quinteros
- 2012 "Compañero de Ruta, un viaje distinto cada día" De Eduardo Calvo
- 2012 "Hambret, príncipe de Catamarca" De Eduardo Calvo
- 2011-2012  Por todo lo que no(s) diste Eduardo Calvo Mucha de gracia de Eduardo Calvo y Néstor Montalbano Dirección: Néstor Montalbano.[4]
- 2021-1989  Muchas pelucas para un solo calvo de Pedro Cano  y Eduardo Calvo  Dirección: Eduardo Calvo.[5]
- 2010  Alan Jefeer el gran creador de Eduardo Calvo y Néstor Montalbano Dirección: Néstor Montalbano.[6]
- 2009  La revista re jodida de Eduardo Calvo Dirección: Eduardo Calvo.[7]
- 2008  “El Heavyciento” de Eduardo Calvo Dirección: Eduardo Calvo y Eliana Brandenburg.[8]
- 2008  Historias re jodidas de ayer, de hoy y de siempre de Eduardo Calvo. Dirección: Eduardo Calvo.[9]
- 2006–2007 Hirientes Dirección: Carlos Álvarez.[10]
- 2006  Bulin Rouge de Eduardo Calvo Dirección: Eduardo Calvo
- 2006  El rey Lear de William Shakespeare - Dirección: Jorge Lavelli
- 2003  Manicomic Dirección: Aníbal Pachano
- 2002  El misántropo de Molière - Dirección: Jack Lasalle
- 2000-2001 La tempestad de William Shakespeare - Dirección: Lluis Pascual.[11]
- 2001  Colón agarra viaje a toda costa de Adela Basch - Dirección: Noemí Frenkel
- 1998 El deforme De Eva Halac basado en Informe para una academia de Franz Kafka - Dirección: Eva Halac.[12]
- 1998 Ding Dong Clown de Héctor Malamud - Dirección: Héctor Malamud
- 1997 Las personas no razonables están en vías de extinción de Peter Handke - Dirección: Roberto Villanueva
- 1996  Cuidado con el aviso de  Mark Camoletti - Dirección: Juan Carlos Dual
- 1992  Babilonia ríe museo de arte cómico Dirección: Claudio Hochman - Héctor Malamud.
- 1998 Creador de L.I.R.A (Liga de Improvisación de la República Argentina) Junto con Claude Bazin - Pedro Cano – Mosquito Sancineto
- 1985  La última cinta de Krapp de Samuel Beckett - Dirección: Pedro Cano
- 1984  Siempre el mismo cuento de Pedro Cano - Eduardo Calvo - Dirección: Pedro Cano
- 1984  Humor de cualquier color de Carlos Vidal y Eduardo Calvo
- 1984  Filomeno el errante incansable caminante de Héctor Barrera - Dirección: Rubén Altamirano
- 1983  “Pedro en el ensueño” Basado en “Los viajes de Pedro el afortunado” de  August Strindberg - Dirección: Carlos Palacios
- 1983 “Una noche inolvidable” de Eduardo Calvo - Dirección: Eduardo Calvo
- 1982 Mustafá de Armando Discépolo - Dirección: Carlos Palacios
- 1982 Aun estamos vivos de Eduardo Calvo - Dirección: Eduardo Calvo
- 1981 Las aventuras de Tom Sawyer de Mark Twain - Dirección: Carlos Vidal
- 1980 Un guapo del 900 de Samuel Eichelbaum - Dirección: Jorge de La Chiessa

## Televisión
- 2022 “Morfi, todos a la mesa” Telefe
- 2021 “Los Mammones” America televisión
- 2011 – 2012 “Los Únicos” El Trece
- 2011 “Peter Punk” Disney XD
- 2006 “S.P.A.” Canal 7
- 2005 “Crónicas picantes” América 2
- 2003 – 2002  “Videomatch” Telefe.[13]
- 2000 “La cajita social show” El Trece
- 1995 – 1996 “Ta Te Show” Telefe
- 1993 “3.60” El Trece
- 1992 “Estudio 13” El Trece
- 1991 “Todo nuevo” El Trece
- 1990 “Badía y Cía” El Trece
- 1986 “Penúltimo Momento” America 2
- 1985 “Las aventuras del topo gigio”
- 1984 “Chispiluz” ATC
- “Todos los días la misma historia” El Trece
- “Colección bravo” por CVN.

## Cine
- 2024 Las corredoras. Dirección: Néstor Montalbano
- 2019 La sombra del gato. Dirección: José Cicala
- 2018 No llores por mí, Inglaterra . Dirección: Néstor Montalbano
- 2010 Pájaros volando. Dirección: Néstor Montalbano[14]
- 2002 La entrega. Dirección: Inés de Oliveira Cézar
- 1999 Zapallares (cortometraje de Historias Breves III. Dirección: Carlos Monroy

## Radio
2018 - 2017. “La movida” Radio Mitre. Conducción: Juan Alberto Mateyko
- 2007 - 2017. “Bien Levantado” Mega 98.3  - Pop Radio 101.5 Conducción: Beto Casella

## Humor gráfico
- “La columna re jodida", Revista Paparazzi (columna semanal)
- “Revista 13/20”

## Dirección
- 2012 “No es amor es otra cosa” de Guillermo Jauregui
- 2008 “Historias re jodidas” de Eduardo Calvo
- 2008 “El Heavyciento” de Eduardo Calvo
- 2007 – 2005 “Lombrices” de Pablo Albarello
- 2006 “Babilonia una hora entre criados” de Armando Discépolo
- 2006 “Como la neblina” de Christian Lagiar Jones
- 2004 “Fierita demente” de Guillermo Catalano[15]
- 2001 “Boogie, el aceitoso de la historieta al teatro”. (Adaptación del libro)
- 2001 “Las chicas de blanco, humor, sexo y miusijol” de Eduardo Calvo.[16]
- “Humor clínico” de Eduardo Calvo
- “Hambret, príncipe de Catamarca.” de Eduardo Calvo
- “Aló mundo cruel 2”
- “Aló mundo cruel”
- “Mundo inmundo”
- 1989 – 2007 “Muchas  pelucas para un solo calvo”
- 1984 “Humor de cualquier color”
- 1983 “Una noche inolvidable”.
- 1983 “Contra los molinos de viento”
- 1982 “Aun estamos vivos” De Eduardo Calvo

## Trabajos como docente
- Fundador junto a Claude Bazin, Pedro Cano y Mosquito Sancineto de la Liga de improvisación de la República Argentina
- Fundador y director de la Escuela de teatro Cómico HUMORAMA
- En 1990 gana con un proyecto propio un concurso de la Municipalidad de La
- Ciudad Autónoma de Buenos Aires - Proyecto talleres populares de Teatro Cómico – llevados adelante en el Centro cultural del Sur – Centro Cultural Palermo – Centro cultural San Telmo Fortunato Lacamera
- Taller de Teatro Cómico – Centro Cultural San Martín – hasta el 2006
- Taller sobre Match de Improvisación- La Casa de la juventud- MCBA
- Taller de Teatro Cómico para los médicos del Hospital Muñiz. Se presentó el Espectáculo “Humor Clínico” en el Teatro de la Rivera.
- Seminarios de Improvisación – Centro cultural Gral. Pueryrredon – Mar del Plata
- Seminario de Teatro Cómico – Centro Cultural Ricardo Rojas UBA (Universidad de Buenos Aires) y en el CELCIT ARGENTINA
- Jornadas de Humor en distintos puntos del país- Teatro Municipal Santa Fe – Universidad Católica-Exterior
- Escuela de arte cómico Eduardo Calvo